# Сильва, Стефан
Максимилиано Стефан Сильва Рохас (швед. Maximiliano Stefan Silva Rojas; род. 11 марта 1990, Сундбюберг, Стокгольм) — шведский футболист, нападающий стокгольмского АИК.

## Клубная карьера
Футболом начинал заниматься в школе футбольного клуба «Риссне», куда родители его привели, когда ему было четыре года. Затем выступал за различные юношеские команды «Броммапойкарны». В 2009 года подписал свой первый профессиональный контракт с «Акрополисом» из Стокгольма, выступавшем в то время во втором шведском дивизионе. В основной команде Сильва дебютировал 18 апреля 2009 года в домашней игре с «Гуте», который его команда выиграла с разгромным счётом 5:1. В пятом туре чемпионата забил первый гол в карьере, поразив ворота на 90-й минуте матча с «Энскеде» и принеся тем самым победу «Акрополису» со счётом 2:1. Всего в том сезоне он провёл 20 игр, 13 из которых в стартовом составе.
Сезон 2010 года для Стефана начался не очень удачно. В предсезонье он получил тяжёлую травму ноги и смог вернуться на поле только к 16-му туру чемпионата. 29 августа он вернулся на поле, отыграв час в игре с «Вермболом». В том сезоне нападающий принял участие всего в четырёх встречах, а «Акрополис» занял первое место в турнирной таблице и вышел в первый дивизион. Первую игру в Эттане Сильва провёл 17 апреля 2011 года против «Умео». Он начал встречу на скамейке запасных и вышел на 57-й минуте вместо Никласа Олауссона. В свой второй сезона в первой лиге «Акрополис» занял 13-е место в турнирной таблице и вернулся в более низкий дивизион. Сильва остался в команде, отыграв за неё ещё полгода.
20 июня 2013 года подписал контракт с «Сириусом», выступавшем в Эттане. Через месяц дебютировал в чёрно-синей футболке в игре с «Далькурдом», на 77-й минуте заменив Йоакима Руннемо. 22 сентября забил первый гол за «Сириус», на 90-й минуте оформив разгром «Нючёпинга» 4:1. По итогам сезона «Сириус» занял первое место в турнирной таблице и вышел в Суперэттан. За два последующих сезона в команде Сильва играл регулярно и в 57 матчах чемпионата забил 27 мячей. В сезоне 2015 года «чёрно-синие» заняли третье место в турнирной таблице и получили возможность сыграть в стыковых матчах за право выступать в Аллсвенскане, но уступил в двухматчевом противостоянии «Фалькенбергу».
В январе 2016 года 25-летний нападающий подписал с «Сундсваллем», выступающем в чемпионате Швеции, контракт на два года. Дебютировал в составе новой команды в первом туре группового этапа кубка Швеции с «Энгельхольмом» 20 февраля, выйдя на 76-й минуте на поле вместо Шпетима Хасани. Первую же игру в высшем дивизионе Швеции провёл в гостях против АИК. В чемпионате Сильва принял участие во всех 30 матчах, забив 7 мячей.
9 января 2017 года «Сундсвалль» и представитель итальянской Серии A «Палермо» договорились о трансфере Сильвы. По данным портала Transfermarkt сумма сделки составила 800 тысяч евро. Футболист подписал соглашение сроком на 4 с половиной года. Дебют в Италии состоялся 5 февраля в матче с «Кротоне». Главный тренер команды аргентинец Луис Диего Лопес на 75-й минуте выпустил его вместо Александара Трайковски. Но больше за этот клуб он не играл. «Палермо» по итогам сезона занял 19-е место и выбыл во второй по значимости дивизион. Летом 2017 года итальянцы выставили нападающего на продажу. В его услугах были заинтересованы в датском «Раннерсе», но до сделки так и не дошло. В середине декабря клуб и игрок объявили о разрыве контракта по взаимному согласию.
В январе 2018 года вернулся в Швецию, подписав в качестве свободного агента контракт на 3 года с АИК. Первую игру за столичный клуб сыграл 22 апреля против «Гётеборга». На 20-й минуте своего дебюта он открыл счёт в игре, а через 10 минут из-за повреждения был заменён на Набиля Бауи. Полученная травма оказалась достаточно серьёзной и Стефан выбыл из игры до середины июля. По итогам сезона АИК занял в турнирной таблице первую строчку и стал чемпионом Швеции. В следующем сезоне Сильва не стал основным игроком, начав всего одну игру в стартовом составе.
10 июля 2019 года нападающий на правах аренды перешёл в клуб первой турецкой лиги «Фатих Карагюмрюк». В Турции дебютировал в игре с «Бурсаспором», выйдя на поле во втором тайме. В общей сложности за «Карагюмрюк» Сильва провёл 7 игр, в которых забил три мяча.

## Личная жизнь
Родители Сильвы — выходцы из Чили. Переехали в Швецию в 1986 году.

## Достижения
АИК
- Чемпион Швеции: 2018